# Lê Văn Một

Thuyền trưởng Lê Văn Một

Lê Văn Một (1921-1982) là thuyền trưởng tàu không số đầu tiên của tuyến Đường mòn Hồ Chí Minh trên biển trong Chiến tranh Việt Nam.

## Thân thế
Lê Văn Một sinh ngày 30 tháng 11 năm 1921, là con thứ 11 trong một gia đình giáo học quốc tịch Pháp có 13 anh em. Cha ông là cụ Auguste Lê Văn Giỏi, từng là Đốc học Mỹ Tho. Mẹ ông là bà Trần Thị Lang. Ông có dòng dõi gia tộc Thủ khoa Nguyễn Hữu Huân.
Sinh trưởng trong gia đình có Pháp tịch, ông có tên Pháp là Abel René, hoặc Lê Văn Abel René. Gia đình giàu có, ông được hấp thu một nền giáo dục Tây học hoàn chỉnh. Từ nhỏ, ông được gia đình cho học tại Trường tiểu học Mỹ Tho, Trường Lê Bá Cang - Sài Gòn, sau ra học ở Huế rồi ra Hà Nội học ở Trường Thăng Long.

## Thực hiện nghĩa vụ với Pháp quốc
Sau khi tốt nghiệp Trung học, do có Pháp tịch, ông thực hiện nghĩa vụ quân sự với nước Pháp, bấy giờ đứng trước nguy cơ chiến tranh. Ông được đưa vào học tại trường Thủy quân Pháp quốc, sau đó được phân công làm hoa tiêu trên kỳ hạm La Motte-Picquet - tuần dương hạm lớn nhất Đông Dương.
Tại châu Âu, Pháp nhanh chóng thất trận trước Đức. Tại Đông Dương, Pháp phải chịu nhún trước quân Nhật. Cũng như các tàu chiến Pháp khác tại Đông Dương, Tuần dương hạm La Motte-Picquet bị hạn chế hoạt động và tháng 12 năm 1941, bị buộc phải dỡ bỏ vũ khí và chuyển thành nhiệm vụ đào tạo.
Các thủy quân Pháp đều bị chuyển lên bờ. Để tránh khả năng tàu bị quân Nhật tái vũ trang và sử dụng để chống quân Đồng Minh, ngày 12 tháng 1 năm 1945, máy bay ném bom của Hải quân Hoa Kỳ thuộc Lực lượng Đặc nhiệm 38 đã thả bom đánh chìm tàu La Motte-Picquet.
Sau cuộc đảo chính ngày 9 tháng 3 năm 1945, trừ một số nhỏ tàu thoát sang Trung Quốc, lực lượng thủy quân Pháp buột phải đánh chìm hầu hết các tàu chiến của mình tại Đông Dương để tránh rơi vào tay người Nhật. Các thủy quân Pháp hầu hết đều bị quân Nhật bắt giam, trừ một số ít trốn thoát trong dân chúng, trong đó có Abel René.

## Nước Pháp không phải mẫu quốc của tôi!
Cách mạng tháng 8 năm 1945 thành công, ý thức dân tộc dần trở nên mạnh mẽ, kể cả trong số trí thức có Pháp tịch. Abel René nhận ra: "La france ce n'est pas ma Patrie!" (Nước Pháp không phải mẫu quốc của tôi!), từ đó ông đổi tên thành Lê Văn Một, còn gọi là Út Một, và cùng một số bạn bè tham gia phong trào đấu tranh vì độc lập cho Việt Nam.
Khi người Pháp nổ súng tái chiếm Nam Bộ, do hoàn cảnh thiếu thốn vũ khí, Xứ ủy Nam Bộ đã thành lập Ban sưu tầm vũ khí ở nước ngoài, đặt dưới quyền lãnh đạo của Trần Văn Giàu và Dương Quang Đông. Lê Văn Một và 12 người nữa được chọn vào nhóm vận tải vũ khí. Lê Văn Một được giao nhiệm vụ trọng trách mang theo 25 kg vàng quyên góp của "Tuần lễ vàng", cùng nhóm sang Bangkok (Thái Lan) bằng ghe buồm để tìm mua vũ khí và tổ chức con đường xuyên Tây, vận chuyển vũ khí từ Thái Lan về Nam Bộ.
Sau khi sang đến Thái Lan, dựa vào người Việt kiều tại đây, nhóm đã tổ chức được hoạt động mua sắm và vận chuyển vũ khí về nước bằng cả đường bộ lẫn đường thủy. Trong những lần vận chuyển vũ khí bằng đường biển, Lê Văn Một nhiều lần được giao làm Thuyền trưởng các tàu chở vũ khí, do Bông Văn Dĩa làm Chính trị viên. Từ đó nảy sinh sự gắn bó của 2 ông cho đến về sau này.
| “                                                            | "...Chính mình cùng đồng chí Dĩa công tác với nhau lâu nhất từ năm 1947 trong Bộ đội Hải ngoại Cửu Long. Chính đồng chí là người giới thiệu mình vào Đảng đầu năm 1948 và mấy năm sau cùng làm chung công tác vận tải Thái Lan về Nam Bộ, chỉ trừ thời gian hòa bình, đồng chí ở lại trong ấy, mình tập kết ra Bắc mới xa nhau. Mặc dầu đồng chí có phần chậm chạp, ít nói, ít lý luận, nhưng là người có lập trường tư tưởng vững..." | ” |
| — "Nhật ký Lê Văn Một - thuyền trưởng tàu không số đầu tiên" | |   |

Trong suốt 9 năm kháng chiến chống Pháp, đã có sự đóng góp không nhỏ của Lê Văn Một, Bông Văn Dĩa cùng các đồng chí của mình trong các chuyến vận tải vũ khí cũng như chuyên chở các lãnh đạo cho Nam Bộ. Những kinh nghiệm vận tải đường biển của các ông trở thành những căn cứ đầu tiên để mở Đường mòn Hồ Chí Minh trên biển sau này.

## Thuyền trưởng tàu không số đầu tiên
Theo Hiệp định Geneve, Lê Văn Một cùng với phần lớn các đồng chí mình tập kết ra Bắc, để lại người vợ và 2 đứa con trai ở lại miền Nam. Người bạn Bông Văn Dĩa của ông cũng được phân công bí mật ở lại miền Nam.
Khi ra Bắc, ông được phân công làm Cảng trưởng cảng Cẩm Phả và giữ chức vụ này trong 5 năm. Tháng 8 năm 1961, trong một lần thử nghiệm mở tuyến vận tải vũ khí trên biển, người bạn Bông Văn Dĩa đã chỉ huy một tàu từ Cà Mau ra Bắc thành công, đã tìm đến và đề nghị ông cùng tham gia tuyến vận tải của Đoàn 759 vừa được thành lập. Ông nhận lời và được chuyển thuộc biên chế Đoàn 759, trở thành một sĩ quan Hải quân Nhân dân Việt Nam.
Một năm sau, ngày 11 tháng 10 năm 1962, chiếc tàu gỗ mang tên Phương Đông 1 khởi hành, do Lê Văn Một làm thuyền trưởng và Bông Văn Dĩa làm chính trị viên, cùng 10 thủy thủ đoàn, chở hơn 30 tấn vũ khí vào Nam. Lê Văn Một viết về sự kiện này như sau:
| “                                                            | "22 giờ 30 đêm 11 tháng 10 năm 1962. Tàu nổ máy rời miền Bắc chờ hơn 30 tấn vũ khí về Nam sau hơn 7 năm ở miền Bắc. Tàu tiến từ từ, chạy máy nhỏ rẽ sóng lướt ra khơi, xa dần chiếc thuyền anh em ở lại đang vẫy tay chào tiễn biệt..." | ” |
| — "Nhật ký Lê Văn Một - thuyền trưởng tàu không số đầu tiên" | |   |

Sau 5 ngày lênh đênh trên biển, 6 giờ sáng ngày 16 tháng 10 năm 1962, tàu Phương Đông 1 vào cửa Vàm Lũng, Tân An, Cà Mau, Đường mòn Hồ Chí Minh trên biển chính thức khai thông.
Sau chuyến đi này, ông còn trực tiếp chỉ huy một số chuyến tàu khác nữa vào các bến dọc từ Đèo Cả đến Vàm Lũng. Sau Sự kiện Vũng Rô, ông được rút khỏi công tác thuyền trưởng trực tiếp và được giữ lại để làm công tác chuẩn bị cho các chuyến tàu không số khác.

## Gia đình
Năm 1950, ông kết hôn với bà La O Khiểu Cachi, một Thái kiều sống tại Kô Kông (Campuchia). Sau khi kết hôn, bà về sống tại nhà chồng ở Việt Nam. Hai người con trai đầu sinh đôi được sinh tại Việt Nam. Sau khi Lê Văn Một tập kết ra Bắc, bà cùng hai con ở lại miền Nam.. Sau năm 1975, ông bà cùng các con vào sống tại Thành phố Hồ Chí Minh.
Ông bà có với nhau tổng cộng 8 người con.. Sau khi chồng qua đời, bà lấy tên chồng làm tên Việt của mình.

## Tôn vinh
Năm 1985, ông được nhà nước Việt Nam truy tặng Huân chương Độc lập hạng Ba. Năm 2006, tác phẩm "Nhật ký Lê Văn Một - thuyền trưởng tàu không số đầu tiên", do Nguyễn Thị Loan - Nguyễn Trọng Xuất chủ biên, được xuất bản để tôn vinh ông. Khu Bến K15 (Đồ Sơn, Hải Phòng), nơi tàu Phương Đông 1 khởi hành chuyến đầu tiên, cũng được Bộ Văn hóa, Thể thao và Du lịch xếp hạng Di tích quốc gia.
Ngày 20 tháng 9 năm 2011, ông được Nhà nước Việt Nam truy tặng danh hiệu Anh hùng Lực lượng vũ trang nhân dân.